# ADAS
Os Sistemas Avançados de Assistência ao Motorista (em inglês: Advanced Driver-Assistance Systems ou ADAS) são um conjunto de tecnologias eletrónicas que auxiliam os motoristas em tarefas de condução e estacionamento. Desenvolvidos para aumentar a segurança veicular e o conforto, os sistemas ADAS utilizam uma variedade de sensores, como radar, LiDAR e câmeras, para perceber o mundo ao redor do veículo e fornecer informações ao motorista ou tomar ações de forma autónoma.
As funcionalidades dos ADAS variam desde simples alertas, como o aviso de saída de faixa, até sistemas de intervenção ativa, como a frenagem automática de emergência (AEB) e o piloto automático adaptativo (ACC). Embora estas tecnologias automatizem partes da tarefa de condução, elas não tornam o veículo totalmente autónomo; o motorista deve permanecer engajado e pronto para assumir o controle a qualquer momento. Os ADAS são considerados a base para os futuros veículos autónomos, e suas capacidades são frequentemente classificadas dentro dos níveis de automação definidos pela SAE International na sua norma J3016.

## Níveis de automação veicular
Para padronizar a comunicação e evitar ambiguidades sobre as capacidades dos veículos, a SAE International, em colaboração com a Organização Internacional de Normalização (ISO), desenvolveu a norma SAE J3016. Este padrão é a taxonomia mais utilizada globalmente para classificar os níveis de automação de 0 a 5, com base na divisão de tarefas entre o condutor humano e o sistema automatizado.

### Conceitos fundamentais
Para compreender os níveis, alguns conceitos da norma são essenciais:
- Tarefa de Condução Dinâmica (DDT): Todas as funções operacionais e táteis necessárias para operar o veículo em tempo real, o que inclui o controle lateral (direção) e longitudinal (aceleração e frenagem).[7]
- Detecção e Resposta a Objetos e Eventos (OEDR): Uma subtarefa da DDT que envolve o monitoramento do ambiente de condução e a execução de respostas apropriadas a eventos, como desviar de um obstáculo.[7]
- Domínio de Design Operacional (ODD): As condições específicas sob as quais um sistema de automação é projetado para funcionar, como tipo de estrada (apenas autoestradas), faixa de velocidade ou condições climáticas (não opera sob neve).
- Fallback: A resposta executada pelo motorista ou pelo sistema quando ocorre uma falha ou quando o veículo sai de seu ODD. O objetivo é colocar o veículo em um estado de risco mínimo.[8]

### Os seis níveis de automação
Com base nesses conceitos, os níveis são definidos da seguinte forma:
- Nível 0 – Sem Automação: condutor humano realiza 100% da Tarefa de Condução Dinâmica (DDT). O veículo pode ter sistemas de segurança que fornecem alertas ou intervenções momentâneas (como a Frenagem Automática de Emergência), mas estes não são considerados automação de condução.[5]

- Nível 1 – Assistência ao Motorista: sistema pode executar de forma sustentada ou o controle longitudinal ou o controle lateral, mas nunca ambos ao mesmo tempo. O motorista é responsável por todas as outras tarefas. Exemplos são o Piloto Automático Adaptativo (ACC) ou o Assistente de Permanência em Faixa (LKA), quando operam de forma independente.
- Nível 2 – Automação Parcial: O sistema pode executar de forma sustentada tanto o controle longitudinal quanto o lateral simultaneamente, dentro de um ODD. No entanto, a responsabilidade de monitorar o ambiente (OEDR) e intervir (fallback) permanece inteiramente com o motorista, que deve supervisionar a automação constantemente.[7] A maioria dos sistemas "Highway Assist" disponíveis comercialmente se enquadra nesta categoria.

A transição do Nível 2 para o Nível 3 representa a mudança mais significativa em todo o espectro, pois a responsabilidade pela monitorização do ambiente passa do motorista para o sistema.
- Nível 3 – Automação Condicional: o sistema de condução automatizada (ADS) é capaz de executar a DDT completa, incluindo a OEDR, dentro de seu ODD. Quando o sistema está ativo, o motorista pode desviar sua atenção, mas deve permanecer "receptivo ao fallback", ou seja, pronto para assumir o controle quando o sistema solicitar. A responsabilidade pela condução, enquanto engajado, é do sistema.

- Nível 4 – Alta Automação: o sistema pode executar a DDT completa e também é capaz de realizar o fallback por conta própria, sem qualquer expectativa de intervenção humana, dentro de seu ODD. Se o sistema encontrar um problema, ele pode, por exemplo, estacionar o veículo em segurança. O motorista não precisa estar atento. Serviços de robotáxi que operam em áreas geograficamente restritas são exemplos práticos.[5]

- Nível 5 – Automação Completa: o sistema pode executar a DDT completa em todas as condições de estrada e ambientais que um motorista humano experiente conseguiria gerenciar. O ODD é, para todos os efeitos, ilimitado. Veículos de Nível 5 não estão disponíveis comercialmente e permanecem como um objetivo de longo prazo da indústria.

Em suma, o padrão SAE J3016 é mais do que uma simples classificação técnica; é uma ferramenta fundamental para a segurança e o desenvolvimento da tecnologia. Ao definir claramente as responsabilidades em cada nível, a norma estabelece uma linguagem comum para engenheiros, legisladores e consumidores. A distinção crucial entre os sistemas de assistência ao motorista (Níveis 1 e 2), onde o humano é sempre o responsável final pela supervisão, e os sistemas de condução automatizada (Níveis 3 a 5), onde o sistema assume essa responsabilidade sob condições específicas, é essencial para evitar a confusão do modo e o excesso de confiança por parte dos usuários. Essa clareza é vital para o desenvolvimento de regulamentações eficazes e para educar o público, garantindo que as tecnologias ADAS sejam utilizadas de forma segura e adequada às suas capacidades.

## História e evolução
A trajetória dos Sistemas Avançados de Assistência ao Motorista é marcada por uma evolução gradual, que partiu de sistemas mecânicos simples para os complexos conjuntos eletrónicos atuais. Os precursores dos ADAS surgiram em meados do século XX com o objetivo de reduzir a fadiga do condutor e automatizar tarefas simples. Um dos primeiros exemplos comerciais de automação de conforto foi o controle de cruzeiro (cruise control), inventado por Ralph Teetor. Em 1958, a Chrysler, hoje uma marca do grupo Stellantis, introduziu esta tecnologia em seus modelos de luxo sob o nome "Auto-Pilot", permitindo manter uma velocidade constante sem a intervenção do motorista no acelerador.
A verdadeira revolução começou com a introdução da eletrónica digital. Sistemas como os freios antitravamento (ABS) e o controle eletrónico de estabilidade (ESC), que surgiram na segunda metade do século XX, foram os primeiros a utilizar controlo digital para intervir na dinâmica do veículo, estabelecendo a base para os ADAS modernos.
A era dos sistemas baseados em sensores começou a tomar forma nos anos 1990, com fabricantes japoneses a serem pioneiros na introdução de formas iniciais de piloto automático adaptativo (ACC). Contudo, foi a partir dos anos 2000 que tecnologias como o ACC e o monitoramento de ponto cego (BSM) se tornaram mais difundidas, embora inicialmente restritas a veículos de luxo devido ao alto custo.

### Progressão funcional
A evolução das funcionalidades ADAS seguiu um padrão lógico e progressivo, avançando em três estágios principais:
- Alerta: O sistema apenas informa o motorista sobre um perigo potencial, sem intervir. Um exemplo é o Alerta de Saída de Faixa (LDW), que emite um aviso sonoro ou visual.[12]
- Intervenção Momentânea: O sistema assume o controle por um breve período para corrigir uma situação de risco. A frenagem automática de emergência (AEB) e o assistente de permanência em faixa (LKA), que corrige a trajetória do volante, são exemplos desta fase.[12]
- Controle Sustentado: O sistema assume uma tarefa de condução de forma contínua, sob a supervisão do motorista. O piloto automático adaptativo (ACC), que gere a velocidade e a distância, e a Centralização de Faixa (LC) exemplificam este estágio. A combinação de controlo sustentado lateral e longitudinal deu origem a sistemas abrangentes que formam a base para a automação de Nível 2.[9]

## Tecnologias e sensores
A capacidade dos sistemas ADAS de perceberem o ambiente depende de um conjunto sofisticado de sensores. Cada tecnologia possui características, vantagens e desvantagens distintas, e a sua combinação, conhecida como fusão de sensores, é fundamental para a robustez e segurança do sistema.

### Radar
O Radar (do inglês: Radio Detection and Ranging) é uma das tecnologias mais cruciais para os ADAS. Seu princípio de funcionamento consiste na emissão de ondas de rádio (geralmente de 24 GHz para curto alcance ou 77 GHz para longo alcance) que refletem em objetos e retornam a um receptor. Ao analisar o tempo de retorno e a mudança de frequência do sinal devido ao efeito Doppler, o sistema mede com precisão a distância e a velocidade relativa dos alvos.
- Vantagens: A sua principal vantagem é a robustez em condições ambientais adversas, como chuva, neblina, neve ou escuridão, mantendo um desempenho confiável para funções críticas de segurança.[14]
- Desvantagens: A limitação mais significativa é a sua baixa resolução angular, o que dificulta a classificação precisa de objetos (por exemplo, diferenciar um pedestre de um poste).[14]

### LiDAR
O LiDAR (do inglês: Light Detection and Ranging) utiliza pulsos de luz laser para medir distâncias. O sistema calcula o "Tempo de Voo" (Time-of-Flight ou ToF), que é o tempo que cada pulso de laser leva para atingir um objeto e retornar ao sensor. Ao varrer o ambiente com milhares de pulsos por segundo, o LiDAR constrói em tempo real uma nuvem de pontos tridimensional (3D) de alta precisão.
- Vantagens: Gera um mapa 3D detalhado do ambiente, permitindo uma deteção e classificação de objetos muito mais confiável que o radar. Funciona bem à noite, pois possui sua própria fonte de iluminação.[15]
- Desvantagens: O seu custo elevado continua a ser a principal barreira para a adoção em massa. Além disso, seu desempenho é significativamente degradado por condições climáticas adversas, como chuva intensa ou neblina, que podem dispersar os feixes de laser.[16]

### Câmeras
Os sistemas de visão, baseados em câmeras, são fundamentais por serem a única tecnologia capaz de interpretar informações semânticas, como cores (semáforos) e textos (sinais de trânsito).
- Câmera Monocular: Utiliza uma única lente e é o sistema de visão mais comum e de menor custo. Destaca-se na classificação de objetos, mas a medição de profundidade é um desafio, sendo estimada por algoritmos que analisam o tamanho aparente dos objetos ou o movimento entre quadros de vídeo.[17]
- Câmera Estéreo: Utiliza duas ou mais câmeras para capturar a mesma cena de ângulos diferentes, de forma análoga à visão humana. Ao calcular a disparidade (a diferença na posição de um objeto entre as imagens), o sistema consegue medir a profundidade de forma direta e precisa.[18]
- Vantagens: Oferecem alta resolução a um custo relativamente baixo e são excelentes para tarefas de classificação.
- Desvantagens: São vulneráveis a condições de iluminação (brilho do sol, escuridão) e clima (chuva, neve), que podem obstruir a visão e tornar os dados inutilizáveis.[17]

### Sensores ultrassônicos
Estes sensores utilizam pulsos de ondas sonoras de alta frequência para detetar objetos próximos. Assim como o LiDAR, medem o tempo de voo do eco para calcular a distância.
- Vantagens: Possuem um custo extremamente baixo e são eficazes para medições precisas em curtas distâncias, tornando-os ideais para assistência de estacionamento.[19]
- Desvantagens: O seu alcance de deteção é muito limitado (geralmente inferior a 5 metros) e seu desempenho pode ser comprometido por superfícies macias que absorvem o som.

### Unidade de Controle Eletrônico (ECU) e Fusão de Sensores
A Unidade de Controle Eletrônico (ECU) atua como o cérebro do sistema ADAS. É um computador embarcado que recebe os dados de todos os sensores, executa os algoritmos de perceção e tomada de decisão e envia comandos aos atuadores do veículo (freios, direção).
A Fusão de Sensores é o processo crítico de combinar dados de múltiplos sensores para criar um modelo único e mais preciso do ambiente. A fusão é imperativa porque as fraquezas de um sensor são compensadas pelas forças de outro. Por exemplo, o radar fornece dados de velocidade confiáveis em neblina (onde a câmera é ineficaz), enquanto a câmera classifica um objeto que para o radar é apenas um ponto não identificado. Este processo de combinação é o que permite que os sistemas ADAS operem de forma segura e confiável em uma ampla gama de cenários.

## Funções comuns
As tecnologias ADAS materializam-se em diversas funções projetadas para intervir em diferentes domínios da condução. As mais comuns incluem:
Piloto Automático Adaptativo (ACC)
Uma função de controle longitudinal que ajusta automaticamente a velocidade do veículo para manter uma distância segura do carro à frente. Utiliza principalmente radar e, por vezes, câmeras.
Frenagem Automática de Emergência (AEB)
Sistema de segurança crítico que detecta colisões frontais iminentes e, caso o motorista não reaja, aciona os freios autonomamente para evitar ou mitigar o impacto. Depende de uma fusão de dados de radar e câmera.
Assistente de Permanência em Faixa (LKA)
Função de controle lateral que utiliza uma câmera para monitorar as marcações da estrada e aplica um torque suave no volante para evitar que o veículo saia da sua faixa de forma não intencional.
Monitoramento de Ponto Cego (BSM)
Alerta o motorista com um aviso visual, geralmente no espelho retrovisor, sobre a presença de veículos nas áreas de ponto cego. Utiliza sensores de radar de curto alcance montados nos cantos traseiros do veículo.
Alerta de Tráfego Cruzado Traseiro (RCTA)
Uma extensão do BSM que, durante manobras de marcha à ré, alerta o motorista sobre veículos que se aproximam perpendicularmente por trás. Usa os mesmos sensores de radar do BSM.
Reconhecimento de Sinais de Trânsito (TSR)
Utiliza uma câmera frontal para "ler" sinais de trânsito, como limites de velocidade e placas de "Pare", exibindo a informação no painel de instrumentos do veículo.

## Benefícios e desafios
Apesar de sua rápida proliferação, os sistemas ADAS apresentam um quadro complexo de benefícios comprovados, desafios técnicos e questões cruciais de interação humana.

### Benefícios em Segurança
A eficácia dos ADAS na redução de acidentes é validada por estudos de agências de segurança globais. Dados do Insurance Institute for Highway Safety (IIHS) dos EUA indicam que a Frenagem Automática de Emergência (AEB) pode reduzir as colisões traseiras em 50%. Em uma medida regulatória, a NHTSA projetou que a exigência de AEB como item padrão em veículos novos nos EUA tem o potencial de prevenir pelo menos 360 mortes e mais de 24.000 feridos anualmente. Da mesma forma, análises da NHTSA demonstraram que o Assistente de Permanência em Faixa (LKA) pode reduzir acidentes fatais com saída de pista em 24%.

### Desafios técnicos e fatores humanos
A eficácia dos ADAS, no entanto, é vulnerável a fatores ambientais e de infraestrutura. Condições climáticas adversas, como chuva intensa, neblina ou neve, comprometem o desempenho de todos os sensores, especialmente câmeras e LiDAR. Da mesma forma, marcações de faixa desbotadas ou ausentes podem tornar inoperantes sistemas como o LKA.
Talvez o desafio mais complexo seja a interação entre o motorista e o sistema. A introdução da automação gera riscos psicocomportamentais, tais como:
- Confiança excessiva e complacência: A tendência de motoristas confiarem excessivamente em sistemas eficazes, desviando a atenção da tarefa de condução e deixando de monitorar o ambiente. Este comportamento é particularmente perigoso em sistemas de Nível 2, onde o motorista permanece como o principal responsável pela segurança.
- Confusão de modo: Muitos motoristas têm dificuldade em entender as capacidades e limitações exatas do sistema, não sabendo quando ele está ativo ou quais são as suas responsabilidades versus as do veículo.[31] Termos de marketing ambíguos, que sugerem automação total, podem agravar essa confusão.
- O paradoxo da automação: Quanto mais confiável um sistema se torna em cenários comuns, maior o risco associado à sua falha em um cenário raro. Um sistema que lida com 99% da condução incentiva a desatenção. Quando o sistema encontra uma situação que não consegue gerenciar ("edge case") e precisa devolver o controle, fá-lo para um motorista despreparado e com a consciência situacional degradada.[32]

## Utilização no Brasil
Utilizado em maior ou menor grau em todo o mundo, parte de desse conjunto se tornará obrigatório no Brasil em duas fases distintas. Primeiramente, haverá uma fase de implementação, que começará em 2026, quando sistemas como a frenagem automática de emergência e o alerta de saída de faixa serão exigidos em novos projetos de automóveis. Já no ano de 2029, a obrigatoriedade será ampliada para todos os novos veículos no país, incluindo automóveis de passeio e veículos comerciais. Contudo, o aproveitamento desse recurso tem encontrado no país a falta de preparo de muitas concessionárias para realizar a calibração do sistema, uma vez que o procedimento requer equipamentos especializados e técnicos treinados para garantir que os sensores e câmeras estejam devidamente ajustados.